# Область Зигеля
О́бласть Зи́геля — неограниченная область {\displaystyle D(V)} в комплексном аффинном пространстве, по сути аналог верхней полуплоскости в случае одного комплексного переменного, основанная на вещественном открытом выпуклом конусе {\displaystyle V}.
Эта область названа в честь немецкого математика К. Зигеля, впервые использовавшего некоторый её частный случай в 1939 году.
Верхняя полуплоскость одного комплексного переменного — простейший пример области Зигеля.
Наиболее простые области Зигеля называются областями Зигеля 1-го рода, сложнее — 2-го рода и ещё сложнее — 3-го рода. Области Зигеля 1-го рода — частные случаи областей Зигеля 2-го рода, а области 2-го рода — частные случаи областей Зигеля 3-го рода.
Термин «область Зигеля» появился при изучении автоморфных функций многих комплексных переменных. Это центральное понятие в теории  однородных ограниченных областей.
В этой статье, так как по условию конус {\displaystyle V} не может включать целую прямую, этот конус рассматривается в такой системе координат, в которой он принадлежит следующему ортанту:
{\displaystyle y_{1}>0,\,y_{2}>0,\,\dots ,\,y_{n}>0.}
Также в этой статье для областей Зигеля 3-го рода {\displaystyle D(V,\,{\text{𝒟}})} размерность линейного пространства вектор-функций {\displaystyle c(t)}, согласованных с формой {\displaystyle L_{t}(u,\,v)} и биголоморфных в {\displaystyle {\text{𝒟}}}, равна удвоенной размерности этой формы.

## Область Зигеля первого рода
Здесь будет определена область Зигеля 1-го рода, показано, что всякая область Зигеля 1-го рода {\displaystyle D(V)} может быть биголоморфно отображена на некоторую ограниченную область, а также выяснен вид голоморфных автоморфизмов, оставляющих на месте «бесконечно удаленную точку» области {\displaystyle D(V)}.

### Определение области Зигеля первого рода
Обозначим через {\displaystyle V} открытый выпуклый конус в вещественном {\displaystyle n}-мерном пространстве {\displaystyle \mathbb {R} ^{n}}, причём пересечение конуса {\displaystyle V} с произвольной прямой пространства есть либо отрезок, либо полупрямая. В этой статье используются только такие конусы.
Область Зигеля 1-го рода — неограниченное множество {\displaystyle D(V)} точек {\displaystyle n}-мерного комплексного пространства {\displaystyle \mathbb {C} ^{n}(z),} {\displaystyle D(V)\subset \mathbb {C} ^{n}(z)}:
{\displaystyle D(V)=\{z\in \mathbb {C} ^{n}\colon \,z=x+iy,\,x\in \mathbb {R} ^{n},\,y\in V\}.}

При {\displaystyle n=1} одномерный конус одномерного пространства {\displaystyle \mathbb {R} } — это полупрямая, поэтому верхняя полуплоскость одного комплексного переменного — простейший пример области Зигеля 1-го рода.

### Отображение области Зигеля первого рода
Теорема 1. Произвольная область Зигеля 1-го рода {\displaystyle D(V)} в {\displaystyle \mathbb {C} ^{n}} биголоморфно эквивалентна некоторой ограниченной области, которая принадлежит прямому произведению {\displaystyle n} кругов.
Доказательство. По условию конус {\displaystyle V} не может включать целую прямую, следовательно, имеется система координат такая, что в ней конус {\displaystyle V} принадлежит следующему ортанту:
{\displaystyle y_{1}>0,\,y_{2}>0,\,\dots ,\,y_{n}>0.}
Отсюда получаем, что произвольная область Зигеля 1-го рода {\displaystyle D(V)} принадлежит следующей {\displaystyle n}-мерной области:
{\displaystyle \operatorname {Im} z_{1}>0,\,\operatorname {Im} z_{2}>0,\,\dots ,\,\operatorname {Im} z_{n}>0,}
А эта область, в свою очередь, биголоморфно эквивалентна прямому произведению {\displaystyle n} кругов, которое ограничено. □

### Остов области Зигеля первого рода
Остов области Зигеля 1-го рода — та часть границы {\displaystyle \partial D(V)} области Зигеля 1-го рода {\displaystyle D(V)}, которая состоит из точек вида {\displaystyle z=x}. Заметим, что вещественная размерность остова равна комплексной размерности {\displaystyle n} всей области {\displaystyle D(V)}.
Теорема 1 (об автоморфизме остова). Остов области Зигеля 1-го рода {\displaystyle D(V)} переходит сам в себя при любом автоморфизме области {\displaystyle D(V)}, голоморфном в замыкании области {\displaystyle {\overline {D(V)}}}.
Доказательство. Обозначим через {\displaystyle H_{\overline {D(V)}}} множество всех голоморфных в {\displaystyle {\overline {D(V)}}} функций, которые имеют максимум в {\displaystyle {\overline {D(V)}}}. Тогда для любой голоморфной функции {\displaystyle f(z)\in H_{\overline {D(V)}}} найдётся точка остова, в которой функция {\displaystyle f(z)} имеет максимум модуля.
Обратно, для любой точки остова {\displaystyle z'=(x'_{1},\,x'_{2},\,\dots ,\,x'_{n})} найдётся голоморфная функция {\displaystyle f(z)\in H_{\overline {D(V)}}} с максимумом модуля в этой точке, например, следующая голоморфная функция:
{\displaystyle f(z)={\frac {1}{(z_{1}-x'_{1}+i)(z_{2}-x'_{2}+i)\cdots (z_{n}-x'_{n}+i)}}}. □

### Автоморфизм области Зигеля первого рода
Прим доказательстве теоремы понадобится следующая формулировка леммы Чеботарёва.
Лемма 1 (Чеботарёв). На комплексной плоскости {\displaystyle \mathbb {C} (\zeta )} функция {\displaystyle f(\zeta )}, аналитическая в открытой верхней полуплоскости {\displaystyle \operatorname {Im} \zeta >0} при условии {\displaystyle \operatorname {Im} f(\zeta )>0}, непрерывная в замкнутой верхней полуплоскости {\displaystyle \operatorname {Im} \zeta \geqslant 0} и принимающая вещественные значения на вещественной оси может быть представлена на верхней полуплоскости в следующем линейном виде:
{\displaystyle f(\zeta )=a\zeta +b},
где {\displaystyle a>0} и {\displaystyle b} — вещественные числа.
Теорема 1. Произвольный голоморфный автоморфизм области Зигеля 1-го рода {\displaystyle D(V)}, непрерывный в замыкании {\displaystyle {\overline {D(V)}}}, имеет следующий матричный линейный вид:
{\displaystyle \mathbf {z} \to \mathbf {Az} +\mathbf {b} },
где {\displaystyle \mathbf {A} } — аффинное преобразование вещественного конуса {\displaystyle V} на себя самого, {\displaystyle \mathbf {b} } — вещественный вектор.
Не умаляя общности, предположим, что область Зигеля 1-го рода {\displaystyle D(V)} лежит в области
{\displaystyle \operatorname {Im} z_{1}>0,\,\operatorname {Im} z_{2}>0,\,\dots ,\,\operatorname {Im} z_{n}>0,}
и пусть
{\displaystyle z\to \varphi (z)=(\varphi _{1}(z),\,\varphi _{2}(z),\,\dots ,\,\varphi _{n}(z))}
есть голоморфный автоморфизм {\displaystyle D(V)}, непрерывный в замыкании {\displaystyle {\overline {D(V)}}}.
Для любого {\displaystyle 1\leqslant k\leqslant n} и произвольной точки {\displaystyle z_{0}=x_{0}+iy_{0}\in D(V)} сконструируем вспомогательную функцию {\displaystyle f(\zeta )=\varphi _{k}(x_{0}+\zeta y_{0})}, {\displaystyle \zeta \in \mathbb {C} }. Эта функция удовлетворяет лемме Чеботарёва, следовательно, она линейная. Поэтому и {\displaystyle z\to \varphi (z)} есть линейное преобразование
{\displaystyle \varphi (\mathbf {z} )=\mathbf {Az} +\mathbf {b} }
комплексного пространства {\displaystyle \mathbb {C} ^{n}}, где {\displaystyle \mathbf {A} } — некоторая комплексная матрица, {\displaystyle \mathbf {b} } — некоторый комплексный вектор.
Так как остов области Зигеля первого рода {\displaystyle D(V)} nepeходит сама в себя при отображении {\displaystyle \mathbf {z} \to \varphi (\mathbf {z} )} по теореме об автоморфизме остова, то {\displaystyle \mathbf {A} } и {\displaystyle \mathbf {b} } вещественны.
Запишем вещественную и мнимую части отдельно:
{\displaystyle \varphi (\mathbf {z} )=\mathbf {Ax} +\mathbf {b} +i\mathbf {Ay} },
другими словами, если {\displaystyle \mathbf {y} \in V}, то тогда и {\displaystyle \mathbf {Ay} \in V}. С другой стороны, обратное преобразование {\displaystyle \mathbf {z} \to \varphi ^{-1}(\mathbf {z} )} к преобразованию
{\displaystyle \mathbf {z} \to \mathbf {Az} +\mathbf {b} }
можно записать как
{\displaystyle \mathbf {z} \to \mathbf {A} ^{-1}\mathbf {z} -\mathbf {A} ^{-1}\mathbf {b} },
следовательно, если {\displaystyle \mathbf {y} \in V}, то тогда и {\displaystyle \mathbf {A} ^{-1}\mathbf {y} \in V}. Итак, {\displaystyle \mathbf {A} } — матрица аффинного преобразования конуса {\displaystyle V} на самого себя.

### Элемент объёма в области Зигеля первого рода
Предложение 1. Произвольная ограниченная область комплексного пространства {\displaystyle \mathbb {C} ^{n}} всегда содержит объём, инвариантный относительно её голоморфных автоморфизмов.
Найдём формулу инвариантного элемента объёма {\displaystyle dv} в области Зигеля 1-го рода {\displaystyle D(V)}. Пусть
{\displaystyle dv=\lambda (x,\,y)dxdy,}
где
{\displaystyle dx=dx_{1}dx_{2}\dots dx_{n}}, {\displaystyle \quad dy=dy_{1}dy_{2}\dots dy_{n}}.
Так как для области {\displaystyle D(V)} возможно преобразование вида {\displaystyle \mathbf {z} \to \mathbf {z} +\mathbf {b} }, где {\displaystyle \mathbf {b} } — произвольный вещественный вектор, то коэффициент {\displaystyle \lambda } не зависит от {\displaystyle x}, то есть инвариантный элемент объёма в области Зигеля 1-го рода {\displaystyle D(V)} имеет следующий вид:
{\displaystyle dv=\lambda (y)dxdy.}
Кроме того, если {\displaystyle \mathbf {y} \to \mathbf {Ay} } есть аффинное преобразование конуса {\displaystyle V}, то тогда {\displaystyle \mathbf {z} \to \mathbf {Az} } — преобразование области {\displaystyle D(V)}, следовательно, имеем следуюшее равенство:
{\displaystyle \lambda (\mathbf {Ay} )(\det \mathbf {A} )^{2}=\lambda (\mathbf {y} )}.

### Связь с неприводимыми симметрическими областями
Математически интересны аналитически однородные области {\displaystyle D(V)}. Область {\displaystyle D(V)} аналитически однородна, если конус {\displaystyle V} линейно однороден, то есть для произвольных двух точек {\displaystyle y_{1},\,y_{2}\in V} найдётся аффинное преобразование конуса {\displaystyle V} на себя такое, что точка {\displaystyle y_{1}} переходит в точку {\displaystyle y_{2}}. В таких областях инвариантный элемент объёма {\displaystyle \lambda (\mathbf {y} )=\lambda (\mathbf {Ay} )(\det \mathbf {A} )^{2}}.
Предложение 1. Если {\displaystyle V_{1}\in \mathbb {R} ^{n_{1}}}, {\displaystyle V_{2}\in \mathbb {R} ^{n_{2}}} — однородные конусы, то множество всех точек {\displaystyle (y_{1},\,y_{2})}, {\displaystyle y_{1}\in V_{1}}, {\displaystyle y_{2}\in V_{2}}, составляет однородный конус в {\displaystyle \mathbb {R} ^{n_{1}+n_{2}}}.
Неприводимый конус — конус, который нельзя разложить на два конуса как в предыдущем абзаце.
Рассмотрим связь областей Зигеля 1-го рода с классическими областями — неприводимыми симметрическими типов I—IV, биголоморфно эквивалентными неприводимым конусам.
Cоответствующие области Зигеля 1-го рода всех описанных ниже однородных конусов — симметрические.

#### Область Зигеля первого рода типа I
Пусть {\displaystyle \mathbf {Y} =(y_{ks})} — комплексные эрмитовы матрицы порядка {\displaystyle p}. Произвольной матрице {\displaystyle \mathbf {Y} } поставим в соответствие точку пространства {\displaystyle \mathbb {R} ^{p^{2}}} со следующими координатами:
{\displaystyle y_{11},\,\dots ,\,y_{pp},\,\operatorname {Re} y_{21},\,\operatorname {Im} y_{21},\,\dots ,\,\operatorname {Re} y_{p,\,p-1},\,\operatorname {Im} y_{p,\,p-1}.}
Предложение 1. Множество точек в {\displaystyle \mathbb {R} ^{p^{2}}}, которые соответствуют только положительно определённым эрмитовым матрицам, составляют конус. Аффинные преобразования так определённого конуса имеют вид
{\displaystyle \mathbf {Y} \to \mathbf {A} ^{*}\mathbf {Y} \mathbf {A} },
где {\displaystyle \mathbf {A} } — произвольная невырожденная комплексная матрица порядка {\displaystyle p}, {\displaystyle \mathbf {A} ^{*}} — эрмитово сопряжённая матрица матрицы {\displaystyle \mathbf {A} }.
Конструируемую область Зигеля первого рода удобно задать как множество комплексных квадратных матриц {\displaystyle \mathbf {Z} =\mathbf {X} +i\mathbf {Y} } порядка {\displaystyle p}, где {\displaystyle \mathbf {X} } — произвольная эрмитова, а {\displaystyle \mathbf {Y} } — положительно определённая эрмитова матрица.
Предложение 2. Так построенная область симметрическая. Инволюция в точке {\displaystyle \mathbf {Z} =i\mathbf {E} } имеет вид {\displaystyle \mathbf {Z} \to -\mathbf {Z} ^{-1}}.
По классификации Э. Картана симметрических областей, построенная область биголоморфно эквивалентна симметрической области типа I с условием {\displaystyle p=q}.

#### Область Зигеля первого рода типа II
Пусть {\displaystyle \mathbf {Y} } — комплексные эрмитовы матрицы порядка {\displaystyle 2p} со следующими условиями:
{\displaystyle \mathbf {Y} \mathbf {J} =\mathbf {J} {\bar {\mathbf {Y} }}}, {\displaystyle \quad \mathbf {J} ={\begin{pmatrix}\mathbf {j} &0&\cdots &0\\0&\mathbf {j} &\cdots &0\\\vdots &\vdots &\ddots &\vdots \\0&0&\cdots &\mathbf {j} \end{pmatrix}}}, {\displaystyle \quad \mathbf {j} ={\begin{pmatrix}0&1\\-1&0\end{pmatrix}}}.
Перепишем {\displaystyle \mathbf {Y} =(\mathbf {y} _{ks})}, {\displaystyle k,\,s=1,\,\dots ,\,p}, где {\displaystyle \mathbf {y} _{ks}} — матрицы порядка 2. Тогда условия перепишутся в виде
{\displaystyle \mathbf {y} _{ks}^{*}=\mathbf {y} _{sk}}, {\displaystyle \quad \mathbf {y} _{ks}\mathbf {j} =\mathbf {j} {\bar {\mathbf {y} }}_{ks}},
откуда следуют соотношения
{\displaystyle \mathbf {y} _{kk}={\begin{pmatrix}u_{kk}&0\\0&u_{kk}\end{pmatrix}}}, {\displaystyle \quad \mathbf {y} _{ks}={\begin{pmatrix}u_{ks}&v_{ks}\\-{\bar {v}}_{ks}&{\bar {u}}_{ks}\end{pmatrix}}},
{\displaystyle k<s}, {\displaystyle \quad u_{ks}=a_{ks}+ib_{ks}}, {\displaystyle \quad v_{ks}=c_{ks}+id_{ks}},
где {\displaystyle u_{kk}}, {\displaystyle a_{ks}}, {\displaystyle b_{ks}}, {\displaystyle c_{ks}}, {\displaystyle d_{ks}} — вещественные числа, которые можно принять за координаты.
Предложение 1. Так построенные матрицы {\displaystyle \mathbf {Y} } образуют пространство {\displaystyle \mathbb {R} ^{p(2p-1)}}.
Предложение 2. Множество точек {\displaystyle \mathbb {R} ^{p(2p-1)}}, которые соответствуют только положительно определённым эрмитовым матрицам, составляют конус. Аффинные преобразования так определённого конуса имеют следующий вид:
{\displaystyle \mathbf {Y} =\mathbf {A} ^{*}\mathbf {Y} \mathbf {A} },
где {\displaystyle \mathbf {A} } — произвольная невырожденная комплексная матрица порядка {\displaystyle 2p}, причём {\displaystyle \mathbf {A} \mathbf {J} =\mathbf {J} {\bar {\mathbf {A} }}}. Построенный конус образован всеми положительно определёнными кватернионными матрицами.
Конструируемую область Зигеля первого рода удобно задать как множество комплексных квадратных матриц {\displaystyle \mathbf {Z} =\mathbf {X} +i\mathbf {Y} } порядка {\displaystyle 2p}, где
{\displaystyle \mathbf {X} \mathbf {J} =\mathbf {J} {\bar {\mathbf {X} }}}, {\displaystyle \quad \mathbf {X} ^{*}=\mathbf {X} }, {\displaystyle \quad \mathbf {Y} \mathbf {J} =\mathbf {J} {\bar {\mathbf {Y} }}}, {\displaystyle \quad \mathbf {Y} ^{*}=\mathbf {Y} }, {\displaystyle \quad \mathbf {Y} >0},
другими словами, {\displaystyle \mathbf {Z} \mathbf {J} =\mathbf {J} {\bar {\mathbf {Z} }}} и матрица {\displaystyle {\frac {1}{i}}(\mathbf {Z} -\mathbf {Z} ^{*})}
положительно определена.
Предложение 3. Так построенная область симметрическая. Инволюция в точке {\displaystyle \mathbf {Z} =i\mathbf {E} } имеет вид {\displaystyle \mathbf {Z} \to -\mathbf {Z} ^{-1}}.
По классификации Э. Картана симметрических областей, построенная область биголоморфно эквивалентна симметрической области типа II с чётным {\displaystyle p}.

#### Область Зигеля первого рода типа III
Пусть {\displaystyle \mathbf {Y} =(y_{ks})} — все вещественные симметрические матрицы порядка {\displaystyle p}. Произвольной матрице {\displaystyle \mathbf {Y} } поставим в соответствие точку пространства {\displaystyle \mathbb {R} ^{p(p+1)/2}} со следующими координатами:
{\displaystyle y_{11},\,\dots ,\,y_{pp},\,y_{21},\,\dots ,\,y_{p,\,p-1}.}
Предложение 1. Множество точек в {\displaystyle \mathbb {R} ^{p(p+1)/2}}, которые соответствуют только положительно определённым симметрическим матрицам, составляют конус. Аффинные преобразования так определённого конуса имеют вид
{\displaystyle \mathbf {Y} =\mathbf {A} ^{T}\mathbf {Y} \mathbf {A} },
где {\displaystyle \mathbf {A} } — произвольная невырожденная комплексная матрица порядка {\displaystyle p}, {\displaystyle \mathbf {A} ^{T}} — транспонированная матрица матрицы {\displaystyle \mathbf {A} }.
Конструируемую область Зигеля первого рода удобно задать как множество симметрических комплексных матриц {\displaystyle \mathbf {Z} =\mathbf {X} +i\mathbf {Y} } порядка {\displaystyle p}, где {\displaystyle \mathbf {X} } — произвольная вещественная симметрическая матрица, а {\displaystyle \mathbf {Y} } — вещественная симметрическая положительно определённая матрица.
Предложение 2. Так построенная область симметрическая. Инволюция в точке {\displaystyle \mathbf {Z} =i\mathbf {E} } имеет вид {\displaystyle \mathbf {Z} \to -\mathbf {Z} ^{-1}}.
По классификации Э. Картана симметрических областей, построенная область биголоморфно эквивалентна симметрической области типа III. Обычно её называют обобщённой верхней полуплоскостью Зигеля.

#### Область Зигеля первого рода типа IV
Пусть конус в вещественном пространстве {\displaystyle \mathbb {R} ^{n}(y_{1},\,\dots ,\,y_{n})} определяется следующими неравенствами:
{\displaystyle y_{1}y_{2}-y_{3}^{2}-\cdots -y_{n}^{2}>0}, {\displaystyle \quad y_{1}>0}.
Предложение 1. Аффинные преобразования так определённого конуса имеют вид
{\displaystyle \mathbf {y} \to \mathbf {A} \mathbf {y} }, {\displaystyle \quad \mathbf {A} ^{T}\mathbf {H} \mathbf {A} =\lambda \mathbf {H} }, {\displaystyle \quad \mathbf {H} ={\begin{pmatrix}{\begin{matrix}0&{\frac {1}{2}}\\{\frac {1}{2}}&0\end{matrix}}&\mathbf {0} \\\mathbf {0} &-\mathbf {E} \end{pmatrix}}}
где {\displaystyle \lambda } — произвольное положительное число.
Конструируемую область Зигеля первого рода удобно задать как множество всех точек {\displaystyle z=x+iy} комплексного пространства {\displaystyle \mathbb {C} ^{n}}, где {\displaystyle x} — произвольное, а {\displaystyle y} лежит на конусе..
Предложение 2. Так построенная область симметрическая. Инволюция в точке {\displaystyle z=(i,\,i,\,0,\,\dots ,\,0)} имеет следующий вид:
{\displaystyle z=(z_{1},\,z_{2},\,z_{3},\,\dots ,\,z_{n})\to \left({\frac {-z_{2}}{\lambda (z)}},\,{\frac {-z_{1}}{\lambda (z)}},\,{\frac {z_{3}}{\lambda (z)}},\,\dots ,\,{\frac {z_{n}}{\lambda (z)}}\right),}
{\displaystyle \lambda (z)=z_{1}z_{2}-z_{3}^{2}-\cdots -z_{n}^{2}.}
По классификации Э. Картана симметрических областей, построенная область биголоморфно эквивалентна симметрической области типа IV.

#### Самосопряжённые однородные конусы
Э. Винберг создал классификацию аффинно однородных конусов и нашёл все самосопряженные.
Самосопряжённый конус — конус {\displaystyle V} такой, что в объемлющем пространстве {\displaystyle \mathbb {C} ^{n}} можно найти положительно определённую квадратичную форму {\displaystyle H(x,\,y)}, удовлетворяющую двум следующим условиям:
- для всех {\displaystyle x,\,y\in V} форма {\displaystyle H(x,\,y)>0};
- при произвольном {\displaystyle x\notin {\bar {V}}} найдётся такой {\displaystyle y\in V}, что {\displaystyle H(x,\,y)<0}, где {\displaystyle {\bar {V}}} — замыкание конуса {\displaystyle V}[11].

Предложение 1. Самосопряженный конус обладает двумя свойствами: выпуклый; не содержит целой прямой.
Предложение 2. Существуют только четыре бесконечные серии неприводимых самосопряжённых аффинно однородных конусов типов I—IV и один неприводимый конус в 27-мерном пространстве. Этот конус можно реализовать
с помощью эрмитовых матриц третьего порядка над числами Кэли.
Э. Винберг нашёл примеры аффинно однородных,
несамосопряженных, выпуклых и не содержащих целой прямой конусов. Простейший — множество всех симметрических положительно определенных матриц {\displaystyle Y=(y_{ks})}, {\displaystyle y_{31}=y_{13}=0}, порядка 3.

## Область Зигеля второго рода
Здесь будет определена область Зигеля 2-го рода и далее для таких исследованы проблемы, аналогичные рассмотренным для областей Зигеля 1-го рода.

### Простейший пример область Зигеля второго рода
Простейший пример область Зигеля второго рода — это область в {\displaystyle \mathbb {C} ^{2}}
{\displaystyle \operatorname {Im} z-|u|^{2}>0},
где {\displaystyle z} и {\displaystyle u} — числовые комплексные переменные.
Предложение 1. Эта область есть решение следующей задачи: отобразить шар в {\displaystyle \mathbb {C} ^{2}}
{\displaystyle |z_{1}|^{2}+|z_{2}|^{2}<1}
в некоторую область {\displaystyle D(V)\subset \mathbb {C} ^{2}} таким образом, чтобы любое преобразование шара, для которого заданная точка на границе шара неподвижна, было линейным преобразованием {\displaystyle D(V)}.

### Определение области Зигеля второго рода
Рассмотрим выпуклый конус {\displaystyle V\subset \mathbb {R} ^{n}}, которому не принадлежит никакая прямая, и функцию {\displaystyle F(u,\,v)\colon \mathbb {C} ^{m}\to \mathbb {C} ^{n}}, в общем случае {\displaystyle m\neq n}, и определим V-эрмитовые вектор-функции, обобщающие эрмитовы положительно определенные формы.

V-эрмитова вектор-функция — вектор-функция {\displaystyle F(u,\,v)}, для которой выполнены четыре условия:
- {\displaystyle F(u,\,v)={\overline {F(u,\,v)}};}
- {\displaystyle F(\lambda u_{1}+\mu u_{2},\,v)=\lambda F(u_{1},\,v)+\mu F(u_{2},\,v),} {\displaystyle \lambda ,\,\mu } — произвольные комплексные числа;
- {\displaystyle F(u,\,u)\in {\bar {V}},} {\displaystyle {\bar {V}}} — замыкание конуса {\displaystyle V};
- {\displaystyle F(u,\,u)=0} только при {\displaystyle u=0.}

Область Зигеля 2-го рода — множество всех точек {\displaystyle (z,\,u)\in \mathbb {C} ^{n+m}}, для которых выполняется следующее условие:
{\displaystyle \operatorname {Im} z-F(u,\,u)\in V}.

Предложение 1. Следующая область Зигеля 2-го рода в {\displaystyle \mathbb {C} ^{m+1}}
{\displaystyle \operatorname {Im} z-|u_{1}|^{2}-|u_{2}|^{2}-\cdots -|u_{m}|^{2}>0},
где {\displaystyle z,\,u_{1},\,u_{2},\,\dots ,\,u_{m}} — числовые комплексные переменные, биголоморфно эквивалентна следующему шару:
{\displaystyle |z_{1}|^{2}+|z_{2}|^{2}+\cdots +|z_{m+1}|^{2}<1}.
Доказательство. Пусть
{\displaystyle z_{1}={\frac {z-i}{z+i}},\,z_{2}={\frac {2u_{1}}{z+i}},\,\dots ,\,z_{m+1}={\frac {2u_{m}}{z+i}}},
тогда
{\displaystyle 1-\sum _{k=1}^{m+1}|z_{k}|^{2}={\frac {4}{|z+i|^{2}}}(\operatorname {Im} z-|u_{1}|^{2}-\cdots -|u_{m}|^{2})>0},
следовательно, предложение доказано. □

### Отображение области Зигеля второго рода
Выше было показано, что произвольная область Зигеля 1-го рода принадлежит области, отображаемой на прямое произведение {\displaystyle n} кругов. Докажем аналогичную теорему для произвольной области Зигеля 2-го рода.
Теорема 1. Произвольная область Зигеля 2-го рода принадлежит области, отображаемой на прямое произведение {\displaystyle n} шаров.
По условию конус {\displaystyle V} не может включать целую прямую, следовательно, имеется система координат такая, что в ней конус {\displaystyle V} принадлежит следующему ортанту:
{\displaystyle y_{1}>0,\,y_{2}>0,\,\dots ,\,y_{n}>0,}
Отсюда получаем, что все компоненты {\displaystyle F_{k}(u,\,u),\,} {\displaystyle k=1,\,2,\,\dots ,\,n,\,} суть неотрицательно определённые эрмитовы формы от {\displaystyle m} переменных {\displaystyle u_{1},\,u_{2},\,\dots ,\,u_{m}.}
Произвольная такая форма {\displaystyle F_{k}(u,\,u)} может быть записана как некоторая сумма квадратов линейных форм:
{\displaystyle F_{k}(u,\,u)=|L_{k1}|^{2}+|L_{k2}|^{2}+\cdots +|L_{ks_{k}}|^{2}.}
Для доказательства теоремы сконструируем вектор-функции {\displaystyle {\tilde {F}}_{k}(u,\,u)}, обладающие следующими двумя свойствами:
- область {\displaystyle D(V)} принадлежит области {\displaystyle {\widetilde {D}}(V)}, которая определяется следующими неравенствами:

{\displaystyle \operatorname {Im} z_{k}-{\tilde {F}}_{k}(u,\,u)>0,\quad } {\displaystyle k=1,\,2,\,\dots ,\,n;}
- область {\displaystyle {\widetilde {D}}(V)} биголоморфно эквивалентна произведению {\displaystyle n} шаров.

1. Построение {\displaystyle {\tilde {F}}_{k}(u,\,u)}. Пусть {\displaystyle {\tilde {F}}_{1}(u,\,u)=F_{1}(u,\,u).}
Удалим из линейных форм {\displaystyle L_{21},\,L_{22},\,\dots ,\,L_{2s_{2}}} формы, линейно выражающиеся через {\displaystyle L_{11},\,L_{12},\,\dots ,\,L_{1s_{1}}.} Определим {\displaystyle {\tilde {F}}_{2}(u,\,u)=\sum _{s}'|L_{2s}|^{2},} где в суммировании под штрихом используются только неудалённые формы.
Удалим из линейных форм {\displaystyle L_{31},\,L_{32},\,\dots ,\,L_{3s_{2}}} формы, линейно выражающиеся через {\displaystyle L_{ks},\,} {\displaystyle k=1,\,2.} Определим {\displaystyle {\tilde {F}}_{3}(u,\,u)=\sum _{s}'|L_{3s}|^{2},} где в суммировании под штрихом используются только неудалённые формы.
{\displaystyle {\tilde {F}}_{4}(u,\,u)} конструируются аналогично, и так далее. При этом {\displaystyle D(V)\subset {\widetilde {D}}(V)}.
2. Эквивалентность произведению {\displaystyle n} шаров. Из того, что, по определению, {\displaystyle F(u,\,u)=0} только при {\displaystyle u=0}, следует. что уравнения
{\displaystyle L_{ks}=0,\quad } {\displaystyle k=1,\,2,\,\dots ,\,n,\quad } {\displaystyle s=1,\,2,\,\dots ,\,s_{k}}
обладают единственным решением {\displaystyle u=0}. Поэтому количество неудалённых линейных форм равно {\displaystyle m}, причём они линейно независимы по построению. Пусть эти {\displaystyle m} форм будут новыми переменными
{\displaystyle u'_{1},\,u'_{2},\,\dots ,\,u'_{m}.}
В новых переменных
{\displaystyle z_{1},\,z_{2},\,\dots ,\,z_{n},\,u'_{1},\,u'_{2},\,\dots ,\,u'_{m}}
система неравенств, которой задаётся область {\displaystyle {\widetilde {D}}(V)}, имеют следующий вид:
{\displaystyle \left\{{\begin{matrix}\operatorname {Im} z_{1}-|u'_{1}|^{2}-|u'_{2}|^{2}-\cdots -|u'_{m_{1}}|^{2}>0,\\\operatorname {Im} z_{2}-|u'_{m_{1}+1}|^{2}-|u'_{m_{1}+2}|^{2}-\cdots -|u'_{m_{2}}|^{2}>0,\\\cdots \\\operatorname {Im} z_{n}-|u'_{m_{n-1}+1}|^{2}-|u'_{m_{n-1}+2}|^{2}-\cdots -|u'_{m}|^{2}>0,\end{matrix}}\right.}
где {\displaystyle m_{1},\,m_{2},\,\dots ,\,m_{n-1}} — некоторые натуральные числа.
Наконец, остаётся принять во внимание, что любое из представленных неравенств определяет область Зигеля 2-го рода, биголоморфно эквивалентную шару.
Итак, произвольная область Зигеля 2-го рода биголоморфно эквивалентна ограниченной области в комплексном пространстве {\displaystyle \mathbb {C} ^{n+m}}.

### Остов области Зигеля второго рода
Остов области Зигеля 2-го рода — та часть границы {\displaystyle \partial D(V)} области Зигеля 2-го рода {\displaystyle D(V)}, которая состоит из точек вида {\displaystyle (z,\,u)}, причём {\displaystyle \operatorname {Im} z=F(u,\,u)}. Заметим, что в отличие от области Зигеля 1-го рода вещественная размерность остова {\displaystyle 3n} больше комплексной размерности {\displaystyle 2n} всей области {\displaystyle D(V)}.
Следующая теорема об автоморфизме остова аналогична теореме для области Зигеля 1-го рода.
Теорема 1 (об автоморфизме остова). Остов области Зигеля 2-го рода {\displaystyle D(V)} инвариантен, то есть переходит сам в себя, при любом голоморфном автоморфизме области {\displaystyle D(V)}, непрерывном в замыкании области {\displaystyle {\overline {D(V)}}}, причём при произвольном голоморфном автоморфизме области {\displaystyle D(V)} точка на остове отображается либо в некоторую точку на остове, либо в бесконечность.
Доказательство. Доказательство теоремы основано на двух предложениях:
- любая голоморфная в замкнутой области {\displaystyle {\overline {D(V)}}} функция, модуль которой имеет в {\displaystyle {\overline {D(V)}}} максимум, имеет по крайней мере одну точку максимума модуля на остове;
- для любой точки остова всегда найдётся функция, модуль которой достигает в ней максимума. □

### Линейное преобразование области Зигеля второго рода
Параллельный перенос области Зигеля 2-го рода — аналог параллельного переноса, задаваемый следующими двумя преобразованиями:
{\displaystyle {\begin{cases}z\to z+a+2iF(u,\,b)+iF(b,\,b),\\u\to u+b,\end{cases}}}
где любые {\displaystyle a\in \mathbb {R} ^{n}}, {\displaystyle b\in \mathbb {C} ^{m}}.
Предложение 1. Множество параллельных переносов области Зигеля второго рода есть нильпотентная группа класса 2 {\displaystyle G}, другими словами, её коммутант, то есть группа, порождённая элементами вида {\displaystyle g_{1}g_{2}g_{1}^{-1}g_{2}^{-1}}, {\displaystyle g_{1},\,g_{2}\in G}, абелева.
Предложение 2. При параллельных переносах области Зигеля второго рода разность {\displaystyle \operatorname {Im} z-F(u,\,u)} инвариантна. Любую точку {\displaystyle (z,\,u)\in D(V)} параллельным переносом области Зигеля второго рода можно перевести в точку {\displaystyle (iy,\,0)}, где {\displaystyle y=\operatorname {Im} z-F(u,\,u)}.
Линейные преобразования области Зигеля 2-го рода не ограничиваются только параллельным переносом.
Теорема 1. Произвольное линейное преобразование области Зигеля 2-го рода задаётся следующими двумя преобразованиями:
{\displaystyle {\begin{cases}z\to Az+a+2iF(u,\,b)+iF(b,\,b),\\u\to Bu+b,\end{cases}}}
где любые {\displaystyle a\in \mathbb {R} ^{n}}, {\displaystyle b\in \mathbb {C} ^{m}}, {\displaystyle A} — линейное преобразование конуса на себя, {\displaystyle B} —  комплексное линейное преобразование, {\displaystyle AF(u,\,v)=F(Bu,\,Bv)} для любых {\displaystyle u,\,v\in \mathbb {C} ^{m}}.
Рассмотрим следующее аффинное преобразование {\displaystyle D(V)} на себя:
{\displaystyle {\begin{cases}z\to R_{1}z+R_{2}u+r,\\u\to Q_{1}z+Q_{2}u+q.\end{cases}}}
1. Доказательство {\displaystyle Q'_{1}=0}. Используем то, что при этом преобразовании остов инвариантен. Рассмотрим точку остова {\displaystyle (0,\,0)}. Её образ {\displaystyle (r,\,q)} — тоже точка остова, следовательно,
{\displaystyle \operatorname {Im} r=F(q,\,q).}
Умножая аффинное преобразование на подходящее преобразование параллельного переноса, получаем новое преобразование
{\displaystyle {\begin{cases}z\to R'_{1}z+R'_{2}u,\\u\to Q'_{1}z+Q'_{2}u,\end{cases}}}
для которого {\displaystyle r=q=0}.
Точка остова {\displaystyle (x,\,0),} {\displaystyle x\in \mathbb {R} ^{n}}, отображается в точку {\displaystyle (R'_{1}x,\,Q'_{1}x),} поэтому
{\displaystyle (\operatorname {Im} R'_{1})x=F(Q'_{1}x,\,Q'_{1}x)}
для произвольного {\displaystyle x}. Левая часть этого соотношения линейна по {\displaystyle x}, а правая имеет вторую степень от {\displaystyle x}, отсюда {\displaystyle \operatorname {Im} R'_{1},\,Q'_{1}=0.}
2. Доказательство {\displaystyle R'_{2}=0}. Точка остова {\displaystyle (iy,\,u),} {\displaystyle y=F(u,\,u),} отображается в точку {\displaystyle (iR'_{1}y+R'_{2}u,\,Q'_{2}u),} сразу получаем
{\displaystyle R'_{1}y+\operatorname {Im} R'_{2}u=F(Q'_{2}u,\,Q'_{2}u).}
Заменим в этом равенстве переменную {\displaystyle u} на {\displaystyle e^{i\varphi }u}, тогда
{\displaystyle R'_{1}y+\operatorname {Im} e^{i\varphi }R'_{2}u=e^{i\varphi }e^{-i\varphi }F(Q'_{2}u,\,Q'_{2}u),}
то есть {\displaystyle \operatorname {Im} e^{i\varphi }R'_{2}u}
не зависит от {\displaystyle \varphi }. Поэтому {\displaystyle R'_{2}u=0}, а по причине произвольности {\displaystyle u} также и {\displaystyle R'_{2}=0}.
Итак, доказано, что
{\displaystyle {\begin{cases}z\to R'_{1}z+R'_{2}u,\\u\to Q'_{1}z+Q'_{2}u,\end{cases}}}
а значит, и
{\displaystyle {\begin{cases}z\to R_{1}z+R_{2}u+r,\\u\to Q_{1}z+Q_{2}u+q\end{cases}}}
имеет вид
{\displaystyle {\begin{cases}z\to Az+a+2iF(u,\,b)+iF(b,\,b),\\u\to Bu+b.\end{cases}}}
Подставим в
{\displaystyle R'_{1}y=F(Q'_{2}u,\,Q'_{2}u)}
равенство {\displaystyle y=F(u,\,u),} получим:
{\displaystyle R'_{1}F(u,\,u)=F(Q'_{2}u,\,Q'_{2}u).}
Теорема доказана.

### Пример однородной области Зигеля второго рода
Рассмотрим множество {\displaystyle \Omega } всех линейных преобразований {\displaystyle A} конуса {\displaystyle V}, которые продолжаются до линейных преобразований всей области Зигеля второго рода {\displaystyle D(V)}, другими словами, при некотором комплексном линейном преобразовании {\displaystyle B} выполняется следующее равенство:
{\displaystyle AF(u,\,v)=F(Bu,\,Bv)}.
Предложение 1. Область Зигеля второго рода {\displaystyle D(V)} однородна, если соответствующее множество {\displaystyle \Omega } линейных преобразований транзитивно действует на конусе {\displaystyle V}.
Пример. Приведём пример однородной области. Учтём, что область Зигеля второго рода однозначно определяется конусом {\displaystyle V} и V-эрмитовой вектор-функцией {\displaystyle F(\mathbf {U} ,\,\mathbf {V} )}.
Рассмотрим конус {\displaystyle V} эрмитовых положительно определённых матриц {\displaystyle \mathbf {Y} } порядка {\displaystyle p}. Для простоты и удобства пространство определения V-эрмитовой вектор-функции {\displaystyle F} реализуем (смоделируем) как пространство размерности {\displaystyle ps} всех комплексных прямоугольных матриц {\displaystyle \mathbf {U} } размера {\displaystyle p\times s}. Теперь функцию {\displaystyle F(\mathbf {U} ,\,\mathbf {V} )} можно определить простой формулой
{\displaystyle F(\mathbf {U} ,\,\mathbf {V} )=\mathbf {U} \mathbf {V} ^{*}},
то есть функция {\displaystyle F(\mathbf {U} ,\,\mathbf {V} )} есть квадратная матрица порядка {\displaystyle p}, причём эрмитова матрица {\displaystyle F(\mathbf {U} ,\,\mathbf {U} )\in {\bar {V}}}.
Предложение 2. Все аффинные преобразования конуса {\displaystyle V} образуют группу {\displaystyle \Omega } всех его линейных преобразований.
Доказательство. В построенном пространстве для его аффинных преобразований вида {\displaystyle \mathbf {U} \to \mathbf {B} \mathbf {U} }, где {\displaystyle B} — произвольная невырожденная квадратная матрица порядка {\displaystyle p}, получаем:
{\displaystyle F(\mathbf {B} \mathbf {U} ,\,\mathbf {B} \mathbf {V} )=\mathbf {B} \mathbf {U} (\mathbf {B} \mathbf {V} )^{*}=\mathbf {B} \mathbf {U} \mathbf {V} ^{*}\mathbf {B} ^{*}=\mathbf {B} F(\mathbf {U} ,\,\mathbf {V} )\mathbf {B} ^{*}.}
Завершая доказательство, приведём вид всех аффинных преобразований конуса {\displaystyle V}:
{\displaystyle \mathbf {Y} \to \mathbf {B} \mathbf {Y} \mathbf {B} ^{*}},
{\displaystyle AF(U,\,V)=F(BU,\,BV).}
Предложение 3. Построенная область симметрическая, а следовательно, однородная.
Доказательство. Инволюция
{\displaystyle (\mathbf {Z} ,\,\mathbf {U} )=(-\mathbf {Z} ^{-1},\,-i\mathbf {Z} ^{-1}\mathbf {U} )}
имеет единственную неподвижную точку {\displaystyle (-i\mathbf {E} ,\,\mathbf {0} )}.

### Элемент объёма в области Зигеля второго рода
Найдём формулу инвариантного элемента объёма {\displaystyle dv} в области Зигеля 2-го рода {\displaystyle D(V)}. Пусть
{\displaystyle dv=\lambda (x,\,y,\,u_{1},\,u_{2})dxdydu_{1}du_{2},}
где
{\displaystyle dx=dx_{1}dx_{2}\dots dx_{n}}, {\displaystyle \quad dy=dy_{1}dy_{2}\dots dy_{n}},
{\displaystyle u_{1}=\operatorname {Re} u}, {\displaystyle \quad u_{2}=\operatorname {Im} u}, {\displaystyle \quad du_{1}} и {\displaystyle du_{2}} обозначают произведения соответствующих дифференциалов координат.
Поскольку область Зигеля 2-го рода {\displaystyle D(V)} имеет автоморфизмы вида
{\displaystyle {\begin{cases}z\to z+a+2iF(u,\,b)+iF(b,\,b),\\u\to u+b,\end{cases}}}
то имеем следующее равенство:
{\displaystyle \lambda =\lambda (\mathbf {y} -F(\mathbf {U} ,\,\mathbf {U} ))}.
Кроме того, если у области Зигеля 2-го рода {\displaystyle D(V)} имеется голоморфный автоморфизм
{\displaystyle \mathbf {z} \to \mathbf {Az} }, {\displaystyle \quad \mathbf {u} \to \mathbf {Bu} },
то тогда получаем:
{\displaystyle \lambda (\mathbf {Ay} )(\det \mathbf {A} )^{2}(\det \mathbf {B} )^{2}=\lambda (\mathbf {y} )}.
Отсюда для аффинной однородной области Зигеля 2-го рода {\displaystyle D(V)} определяется коэффициент {\displaystyle \lambda (\mathbf {y} )} с точностью до числового множителя.

## Область Зигеля третьего рода
Здесь будет определена область Зигеля 3-го рода и исследованы некоторые её свойства. Такие области были созданы по той причине, что в {\displaystyle n}-мерном комплексном пространстве граница области неоднородна, то есть состоит из аналитические «кусочков» разных размерностей.
В теории автоморфных функций от нескольких комплексных переменных большое значение имеет предельный переход такой, что точка внутри области стремится к граничной точке, которая лежит на некотором аналитическом «кусочке». Области Зигеля 3-го рода применяются при исследовании такого предельного перехода.

### Полуэрмитова форма
Пусть дана скалярная форма, то есть форма, принимающая числовые значения, {\displaystyle L(u,\,v)} от пары векторов {\displaystyle u,\,v\in \mathbb {C} ^{m}} комплексного пространства {\displaystyle \mathbb {C} ^{m}}.
Полуэрмитова, или скалярная полуэрмитова, форма — скалярная форма {\displaystyle L(u,\,v)}, которая представляется в виде
{\displaystyle L_{0}(u,\,v)+L_{1}(u,\,v),}
где {\displaystyle L_{0}(u,\,v)} — эрмитова форма, {\displaystyle L_{1}(u,\,v)} — симметричная билинейная форма.
Предложение 1. Полуэрмитова форма {\displaystyle L(u,\,v)} имеет следующие свойства:
- {\displaystyle L(u,\,v)} по первому аргументу комплексно линейна, по второму — вещественно линейна;
- разность {\displaystyle L(u,\,v)-L(v,\,u)} чисто мнимая.

Справедливо обратное утверждение.
Теорема 1. Форма с указанными в предложении 1 свойствами полуэрмитова.
Из линейности формы следует, что
{\displaystyle L(u,\,v)=\sum _{k,\,r=1}^{m}a_{kr}u_{k}v_{r}+\sum _{k,\,r=1}^{m}b_{kr}u_{k}{\bar {v}}_{r},}
тогда
{\displaystyle L(u,\,v)-L(v,\,u)=\sum _{k,\,r=1}^{m}(a_{kr}-a_{rk})u_{k}v_{r}+\sum _{k,\,r=1}^{m}b_{kr}u_{k}{\bar {v}}_{r}-\sum _{k,\,r=1}^{m}b_{kr}v_{k}{\bar {u}}_{r},}
и если приравнять нулю все переменные, кроме конкретных {\displaystyle u_{k}} и {\displaystyle v_{r}}, то получим чисто мнимое число 
{\displaystyle (a_{kr}-a_{rk})u_{k}v_{r}+b_{kr}u_{k}{\bar {v}}_{r}-b_{rk}v_{r}{\bar {u}}_{k},}
следовательно,
{\displaystyle a_{kr}-a_{rk}\quad } и {\displaystyle \quad b_{kr}={\bar {b}}_{rk}}.
Предложение 2. Представление полуэрмитовой формы как суммы эрмитовой и симметричной билинейной формы единстванно.

Векторная полуэрмитова форма — векторная форма, каждая компонента которой есть скалярная полуэрмитова форма.

Невырожденная полуэрмитова форма — полуэрмитова форма {\displaystyle L(u,\,v)}, обладающая следующим свойством: если при всех {\displaystyle u} имеет место равенство {\displaystyle L(u,\,v_{0})=0}, то {\displaystyle v_{0}=0}.

### Определение области Зигеля третьего рода
Пусть {\displaystyle {\text{𝒟}}} — ограниченная область в комплексном пространстве {\displaystyle \mathbb {C} ^{k}(t)}, и любому {\displaystyle t\in {\text{𝒟}}} поставлена в соответствие невырожденная полуэрмитова форма {\displaystyle L_{t}(u,\,v)} на {\displaystyle \mathbb {C} ^{m}} со значениями в {\displaystyle \mathbb {C} ^{n}}, а {\displaystyle V}, как и в случае области Зигеля 1-го рода, — открытый выпуклый конус в вещественном {\displaystyle n}-мерном пространстве {\displaystyle \mathbb {R} ^{n}}, причём пересечение конуса {\displaystyle V} с произвольной прямой пространства есть либо отрезок, либо полупрямая.
Область Зигеля 3-го рода — множество {\displaystyle D(V,\,{\text{𝒟}})} всех точек {\displaystyle w=(z,\,u,\,t)\in \mathbb {C} ^{N}}, {\displaystyle N=n+m+t}, для которых выполняется следующие два условия:
- {\displaystyle \operatorname {Im} z-\operatorname {Re} L_{t}(u,\,u)\in V,} {\displaystyle \quad t\in {\text{𝒟}},}[комм 2]
- множество {\displaystyle D(V,\,{\text{𝒟}})} биголоморфно эквивалентно некоторой ограниченной области.

Пример 1. Простейший нетривиальный пример области Зигеля 3-го рода {\displaystyle D(V,\,{\text{𝒟}})} состоит в следующем. Положим {\displaystyle m=n=k=1}, ограниченная область {\displaystyle {\text{𝒟}}} — единичный круг {\displaystyle |t|<1} на комплексной плоскости {\displaystyle \mathbb {C} (x,\,y)}, конус {\displaystyle V} — полупрямая {\displaystyle y>0}, и пусть невырожденная полуэрмитова форма определена следующим образом:
{\displaystyle L_{t}(u,\,v)=(1-|t|^{2})^{-1}u{\bar {v}}+{\bar {t}}(1-|t|^{2})^{-1}uv.}
Так определённая область {\displaystyle D(V,\,{\text{𝒟}})} биголоморфно эквивалентна некоторой классической области типа III.

### Согласованные вектор-функции
Предложение 1. Произвольную область Зигеля 3-го рода {\displaystyle D(V,\,{\text{𝒟}})} можно преобразовывать следующим образом:
{\displaystyle z\to z+a}, {\displaystyle \quad u\to u}, {\displaystyle \quad t\to t},
где {\displaystyle a\in \mathbb {R} ^{n}} — любое.
Биголоморфная вектор-функция {\displaystyle c(t)} в {\displaystyle {\text{𝒟}}} со значениями в {\displaystyle \mathbb {C} ^{m}} согласована с формой {\displaystyle L_{t}(u,\,v)}, когда форма {\displaystyle L_{t}(u,\,c(t))} есть биголоморфная функция от {\displaystyle t\in {\text{𝒟}}} при произвольном {\displaystyle u}.
Предложение 2. Множество всех согласованных с заданной формой {\displaystyle L_{t}(u,\,v)} вектор-функций есть линейное пространство над полем вещественных чисел.
Пример 1. Продолжим пример 1 из предыдущкго раздела. Положим {\displaystyle c(t)=c-t{\bar {c}}}, где {\displaystyle c\in \mathbb {C} }. Получим:
{\displaystyle L_{t}(u,\,c(t))=u{\bar {c}}.}
Пример демонстрирует, что если биголоморфная вектор-функция {\displaystyle c(t)} согласована с формой {\displaystyle L_{t}(u,\,v)}, то функция {\displaystyle c_{1}(t)=ic(t)} в общем случае не согласована.
Значение и роль описанных выше согласованных вектор-функций определяются следующей теоремой.
Теорема 1. Рассмотрим не обязательно биголоморфную вектор-функцию {\displaystyle c(t)} на {\displaystyle {\text{𝒟}}} со значениями в {\displaystyle \mathbb {C} ^{m}}. Для этой вектор-функции следующее преобразование
{\displaystyle {\begin{cases}z\to z+a+2iL_{t}(u,\,c(t))+iL_{t}(c(t),\,c(t)),\\u\to u+c(t),\\t\to t,\end{cases}}}
где {\displaystyle a\in \mathbb {R} ^{n}} — любой вектор, есть:
- биекция области Зигеля 3-го рода {\displaystyle D(V,\,{\text{𝒟}})} на себя;
- биголоморфное отображение тогда и только тогда, когда функции {\displaystyle c(t)} и {\displaystyle L_{t}(u,\,c(t))} биголоморфны от {\displaystyle t\in {\text{𝒟}}} для произвольного {\displaystyle u}.

1. Биекция. Данное в условии теоремы преобразование сохраняет разность {\displaystyle \operatorname {Im} z-\operatorname {Re} L_{t}(u,\,u),} то есть переводит область {\displaystyle D(V,\,{\text{𝒟}})} в себя. Взаимная однозначность следует из существования обратного преобразования, получаемое заменой {\displaystyle c(t)} на {\displaystyle -c(t)}.
2. Биголоморфное отображение. Если данное в условии теоремы преобразование биголоморфно, то и {\displaystyle c(t)} и {\displaystyle L_{t}(u,\,c(t))} биголоморфны как функции от {\displaystyle t\in {\text{𝒟}}} для произвольного {\displaystyle u}.
Обратно. Пусть {\displaystyle c(t)} и {\displaystyle L_{t}(u,\,c(t))} биголоморфны как функции от {\displaystyle t\in {\text{𝒟}}} для произвольного {\displaystyle u}. Достаточно доказать, что функция {\displaystyle L_{t}(c(t),\,c(t))} биголоморфна. Функция {\displaystyle L_{t}(c_{1}(t_{1}),\,c_{2}(t_{2}))}, где векторы {\displaystyle c_{1},\,c_{2}} фиксированы, голоморфна от {\displaystyle t_{1}} при фиксированном {\displaystyle t_{2}}, и наоборот. Отсюда по теореме Хартогса функция {\displaystyle L_{t}(c_{1}(t_{1}),\,c_{2}(t_{2}))} биголоморфна от {\displaystyle t_{1}} и {\displaystyle t_{2}}. При {\displaystyle t_{1}=t_{2}} функция {\displaystyle L_{t}(c_{1}(t),\,c_{2}(t))} биголоморфна от {\displaystyle t}.
Предложение 3. Рассмотрим биголоморфную в {\displaystyle {\text{𝒟}}} вектор-функцию {\displaystyle c(t)}, согласованную с формой {\displaystyle L_{t}(u,\,v)}. Из свойства 4 вытекает, что для произвольного {\displaystyle t\in {\text{𝒟}}} если {\displaystyle c(t_{0})=0}, то {\displaystyle c(t)=0}.
Доказательство. Рассмотрим преобразование
{\displaystyle {\begin{cases}z\to z+a+2iL_{t}(u,\,c(t))+iL_{t}(c(t),\,c(t)),\\u\to u+c(t),\\t\to t,\end{cases}}}
где {\displaystyle c(t)} — данная вектор-функция и 
{\displaystyle a=0}. Из свойства 4 вытекает, что это преобразование тривиально, то есть {\displaystyle c(t)\equiv 0}.

Из этого доказательства также следует, что размерность {\displaystyle \mu } линейного пространства вектор-функций {\displaystyle c(t)}, согласованных с формой {\displaystyle L_{t}(u,\,v)} и биголоморфных в {\displaystyle {\text{𝒟}}}, не больше {\displaystyle 2m}. В дальнейшем в этой статье всегда {\displaystyle \mu =2m}.

### Параллельный перенос области Зигеля третьего рода
Параллельный перенос области Зигеля 3-го рода — аналог параллельного переноса, задаваемый следующими тремя преобразованиями:
{\displaystyle {\begin{cases}z\to z+a+2iL_{t}(u,\,c(t))+iL_{t}(c(t),\,c(t)),\\u\to u+c(t),\\t\to t,\end{cases}}}
где {\displaystyle a\in \mathbb {R} ^{n}} — любой вектор.
Предложение 1. Множество параллельных переносов области Зигеля 3-го рода составляет группу {\displaystyle \Delta }. Как и в случае областей Зигеля 2-го рода, группа {\displaystyle \Delta } есть нильпотентная группа класса 2. Группу {\displaystyle \Delta } можно представить в виде множества пар {\displaystyle (c,\,a)}, где {\displaystyle a\in \mathbb {R} ^{n}}, {\displaystyle c\in \mathbb {R} ^{\mu }}, а {\displaystyle \mu } — размерность пространства всех вектор-функций, согласованных с данной формой {\displaystyle L_{t}(u,\,v)}.
Форма
{\displaystyle Q(c_{1},\,c_{2})=i(L_{t}(c_{1}(t),\,c_{2}(t))-L_{t}(c_{2}(t),\,c_{1}(t)))}
для произвольных фиксированных {\displaystyle c_{1}(t)} и {\displaystyle c_{2}(t)} биголоморфна по {\displaystyle t} и всегда вещественна, так как разность {\displaystyle L(u,\,v)-L(v,\,u)} чисто мнимая, и поэтому форма {\displaystyle Q(c_{1},\,c_{2})} не зависит от {\displaystyle t}.
Предложение 2. Формула
{\displaystyle (c_{1},\,a_{1})\times (c_{2},\,a_{2})=(c_{1}+c_{2},\,a_{1}+a_{2}+Q(c_{1},\,c_{2}))}
задаёт закон композиции группы {\displaystyle \Delta }.
Предложение 3. Из свойства 5 следует, что группа {\displaystyle \Delta } — нормальный делитель в группе всех квазилинейных преобразований области Зигеля 3-го рода.

### Квазилинейное преобразование области Зигеля третьего рода
Исследования областей Зигеля 1-го и 2-го рода основаны в том числе на группе их линейных преобразований. Но для областей Зигеля 3-го рода линейные преобразования заменяются на квазилинейные. 
Квазилинейное преобразование области Зигеля 3-го рода — биекция области Зигеля {\displaystyle D(V,\,{\text{𝒟}})} вида
{\displaystyle {\begin{cases}z\to A(t)z+a(u,\,t),\\u\to B(t)u+b(t),\\t\to g(t),\\\end{cases}}}
где {\displaystyle A(t)} и {\displaystyle B(t)} — 
биголоморфные в области {\displaystyle {\text{𝒟}}} матричные функции, {\displaystyle a(u,\,t)} и {\displaystyle b(t)} — биголоморфные в области {\displaystyle {\text{𝒟}}} векторные функции, {\displaystyle t\to g(t)} — голоморфный автоморфизм области {\displaystyle {\text{𝒟}}}.
Приведём два общих свойства голоморфных автоморфизмов ограниченных областей, которые понадобятся при рассмотрении квазилинейных преобразований области Зигеля 3-го рода {\displaystyle D(V,\,{\text{𝒟}})}:

(A) голоморфный автоморфизм ограниченной области, имеющей неподвижную точку, полностью определён матрицей Якоби в этой точке (используется при доказательстве свойства 5);
(B) последовательность голоморфных автоморфизмов ограниченной области компактна (то есть имеется подпоследовательность, сходящаяся в области) при наличии хотя бы одной точки, последовательность образов которой компактна в этой области (используется при доказательстве свойства 2 и свойства 4).
Рассмотрим следующий голоморфный автоморфизм {\displaystyle \varphi _{\lambda }} области Зигеля 3-го рода {\displaystyle D(V,\,{\text{𝒟}})}:
{\displaystyle z\to \lambda ^{2}z}, {\displaystyle \quad u\to \lambda u}, {\displaystyle \quad t\to t},
где {\displaystyle \lambda \in R} — любое. Наличие семейства голоморфных автоморфизмов вида {\displaystyle \varphi _{\lambda }} закономерно для областей Зигеля 3-го рода.

### Свойства квазилинейных преобразований области Зигеля третьего рода
Свойство 1. У любого квазилинейного преобразования
{\displaystyle {\begin{cases}z\to A(t)z+a(u,\,t),\\u\to B(t)u+b(t),\\t\to g(t),\end{cases}}}
области Зигеля 3-го рода {\displaystyle D(V,\,{\text{𝒟}})} матрица {\displaystyle A(t)} не зависит от {\displaystyle t}. Линейное преобразование {\displaystyle y\to Ay} есть биекция конуса {\displaystyle V} на себя.
При данном преобразовании точка {\displaystyle (z,\,0,\,t)\in D(V,\,{\text{𝒟}})} отображается в точку {\displaystyle (A(t)z+a(0,\,t),\,b(t),\,g(t))}, и если эта точка лежит в области {\displaystyle D(V,\,{\text{𝒟}})}, то
{\displaystyle \operatorname {Im} (A(t)z+a(0,\,t))-\operatorname {Re} L_{t}(b(t),\,b(t))\in V}
для произвольного {\displaystyle t\in {\text{𝒟}}}.
Исходная точка {\displaystyle (z,\,0,\,t)} принадлежит области {\displaystyle D(V,\,{\text{𝒟}})} тогда и только тогда, когда {\displaystyle y=\operatorname {Im} z\in V}, поэтому с ней принадлежит {\displaystyle D(V,\,{\text{𝒟}})} также и точка {\displaystyle (\lambda z,\,0,\,t)}, где {\displaystyle \lambda \in \mathbb {R} }, {\displaystyle \lambda >0} — любое.
Подставим в
{\displaystyle \operatorname {Im} (A(t)z+a(0,\,t))-\operatorname {Re} L_{t}(b(t),\,b(t))\in V}
вместо {\displaystyle z} переменную {\displaystyle \lambda z} и перейдём к пределу при {\displaystyle \lambda \to \infty }, получим для произвольного {\displaystyle t\in {\text{𝒟}}}:
{\displaystyle \operatorname {Im} (A(t)z)\in {\bar {V}}}, если {\displaystyle \operatorname {Im} z\in V},
где {\displaystyle {\bar {V}}} — замыкание конуса {\displaystyle V}. Следовательно, матрица {\displaystyle A(t)} вещественная при произвольном {\displaystyle t} и не зависит от {\displaystyle t}, поскольку биголоморфная функция только с вещественными значениями постоянна.
Доказательство заканчивается изучением
обратного преобразования.

Свойство 2. Любая компонента вектора : {\displaystyle a(u,\,t)} есть
многочлен от {\displaystyle u} не выше степени 2 с коэффициентами, которые могут зависеть от {\displaystyle t}.
Рассмотрим квазилинейное преобразование {\displaystyle \psi } вида
{\displaystyle {\begin{cases}z\to A(t)z+a(u,\,t),\\u\to B(t)u+b(t),\\t\to g(t).\end{cases}}}
Сконструируем семейство автоморфизмов {\displaystyle \psi _{\lambda }=\psi _{\lambda }^{-1}\varphi \psi _{\lambda }}, которое имеет следующий вид:
{\displaystyle {\begin{cases}z\to Az+\lambda ^{-2}a(\lambda u,\,t),\\u\to B(t)u+\lambda ^{-1}b(t),\\t\to g(t).\end{cases}}}
Можно доказать, что последовательность голоморфных автоморфизмов {\displaystyle \psi _{\lambda }} компактна при {\displaystyle \lambda \to \infty }, рассматривая автоморфизм {\displaystyle \psi _{\lambda }} в точке {\displaystyle (z,\,0,\,t)}. Из вида автоморфизмов {\displaystyle \psi _{\lambda }} следует, что их последовательность компактна тогда и только тогда, когда {\displaystyle a(u,\,t)} есть
многочлен от {\displaystyle u} не выше степени 2.
Свойство 3. Наряду с квазилинейным преобразованием
{\displaystyle {\begin{cases}z\to Az+a(u,\,t),\\u\to B(t)u+b(t),\\t\to g(t),\end{cases}}}
следующее преобразование
{\displaystyle {\begin{cases}z\to Az+a_{2}(u,\,t),\\u\to B(t)u,\\t\to g(t)\end{cases}}}
есть голоморфный автоморфизм области Зигеля 3-го рода {\displaystyle D(V,\,{\text{𝒟}})},
где {\displaystyle a_{2}(u,\,t)} — множество членов степени 2 в многочлене {\displaystyle a(u,\,t)}.
При доказательстве свойства 2 показано, что последовательность автоморфизмов
{\displaystyle {\begin{cases}z\to Az+\lambda ^{-2}a(\lambda u,\,t),\\u\to B(t)u+\lambda ^{-1}b(t),\\t\to g(t)\end{cases}}}
компактна при {\displaystyle \lambda \to \infty }, а из формы записи этой последовательности автоморфизмов следует, что они сходятся при {\displaystyle \lambda \to \infty } к преобразованию 
{\displaystyle {\begin{cases}z\to Az+a_{2}(u,\,t),\\u\to B(t)u,\\t\to g(t).\end{cases}}}

Свойство 4. Рассмотрим точку {\displaystyle t_{0}\in {\text{𝒟}}}. Пусть {\displaystyle \operatorname {Re} a(0,\,t_{0})=0} и {\displaystyle b(t_{0})=0}, тогда {\displaystyle a(u,\,t)} включает по {\displaystyle u} только члены степени 2.
{\displaystyle (z,\,0,\,t_{0})\in D(V,\,{\text{𝒟}})} тогда и только тогда, когда {\displaystyle \operatorname {Im} z\in V}. Поэтому если {\displaystyle y\in V}, то {\displaystyle y+\operatorname {Im} a(0,\,t_{0})\in V}, следовательно, {\displaystyle \operatorname {Im} a(0,\,t_{0})\in {\bar {V}}}. Оперируя с обратным преобразованием, можно показать, что также и {\displaystyle -\operatorname {Im} a(0,\,t_{0})\in {\bar {V}}}. Поскольку конус {\displaystyle V} лежит в положительном ортанте
{\displaystyle y_{1}>0,\,y_{2}>0,\,\dots ,\,y_{n}>0,}
то {\displaystyle \operatorname {Im} a(0,\,t_{0})=0}, и {\displaystyle a(0,\,t_{0})=0}.
Итак, получается что последовательность голоморфных автоморфизмов
{\displaystyle {\begin{cases}z\to Az+\lambda ^{-2}a(\lambda u,\,t),\\u\to B(t)u+\lambda ^{-1}b(t),\\t\to g(t).\end{cases}}}
компактна при {\displaystyle \lambda \to \infty }, так как последовательность образов точки вида {\displaystyle (z,\,0,\,t_{0})} компактна. Но компактность последовательности таких автоморфизмов при {\displaystyle \lambda \to \infty } осуществима только тогда, тогда {\displaystyle a(u,\,t)} не имеет по {\displaystyle u} членов степени 0 и 1.

Свойство 5. Квазилинейное преобразование при {\displaystyle A=E}, {\displaystyle B(t)\equiv E}, {\displaystyle g(t)\equiv t} есть параллельный перенос области Зигеля 3-го рода {\displaystyle D(V,\,{\text{𝒟}})}, другими словами, это преобразование состоит в группе {\displaystyle \Delta }.
Достаточно показать, что если при некотором {\displaystyle t_{0}\in {\text{𝒟}}} для квазилинейного преобразования области Зигеля 3-го рода {\displaystyle D(V,\,{\text{𝒟}})}
{\displaystyle {\begin{cases}z\to Az+a(u,\,t),\\u\to u+b(t),\\t\to t\end{cases}}}
{\displaystyle \operatorname {Re} a(0,\,t_{0})=0} и {\displaystyle b(t_{0})=0}, то оно тождественно.
{\displaystyle a(0,\,t_{0})=0} вытекает из свойства 4, поэтому имеем неподвижную точку {\displaystyle (z,\,0,\,t_{0})} для предложенного преобразования. Также из свойства 4 вытекает, что матрица Якоби предложенного преобразования в точке вида {\displaystyle (z,\,0,\,t_{0})} совпадает с матрицей Якоби тождественного преобразования. Отсюда заключаем, что предложенное преобразование области Зигеля 3-го рода {\displaystyle D(V,\,{\text{𝒟}})}
{\displaystyle {\begin{cases}z\to Az+a(u,\,t),\\u\to u+b(t),\\t\to t\end{cases}}} —
тождественное, другими словами,
{\displaystyle a(u,\,t)\equiv 0}, {\displaystyle \quad b(t)\equiv 0}.
Свойство 6. Рассмотрим преобразование
{\displaystyle {\begin{cases}z\to Az+a_{2}(u,\,t),\\u\to B(t)u,\\t\to t,\end{cases}}}
где {\displaystyle a_{2}(u,\,t)} — однородная форма степени 2 по {\displaystyle u}. Это преобразование есть голоморфный автоморфизм области Зигеля 3-го рода {\displaystyle D(V,\,{\text{𝒟}})} тогда и только  тогда, когда
{\displaystyle L_{t}(B(t)u,\,B(t)v)=AL_{t}(u,\,v)}
для произвольных {\displaystyle u,\,v\in \mathbb {C} ^{m}}, {\displaystyle t\in {\text{𝒟}}}, причём {\displaystyle a_{2}(u,\,t)\equiv 0}.
Трансформируя следующее исходное преобразование
{\displaystyle {\begin{cases}z\to z+a+2iL_{t}(u,\,c(t))+iL_{t}(c(t),\,c(t)),\\u\to u+c(t),\\t\to t,\end{cases}}}
где {\displaystyle a\in \mathbb {R} ^{n}} — любой вектор, при помощи данного в условии преобразования
{\displaystyle {\begin{cases}z\to Az+a_{2}(u,\,t),\\u\to B(t)u,\\t\to t,\end{cases}}}
получим новое преобразование, которое сохраняет вид исходного согласно свойству 5, следовательно, 
{\displaystyle L_{t}(B(t)u,\,B(t)v)=AL_{t}(u,\,v).}
Обратно, из последнего равенства непосредственно вытекает, что преобразование
{\displaystyle {\begin{cases}z\to Az,\\u\to B(t)u,\\t\to t,\end{cases}}}
есть голоморфный автоморфизм области Зигеля 3-го рода {\displaystyle D(V,\,{\text{𝒟}})}.
Наконец, композиция преобразования
{\displaystyle {\begin{cases}z\to Az+a_{2}(u,\,t),\\u\to B(t)u,\\t\to t,\end{cases}}}
и преобразования. обратного к
{\displaystyle {\begin{cases}z\to Az,\\u\to B(t)u,\\t\to t,\end{cases}}}
есть автоморфизм из группы {\displaystyle \Delta }, значит, {\displaystyle a_{2}(u,\,t)\equiv 0}.

### Аналитическая однородность области Зигеля третьего рода
Рассмотрим несколько достаточных условий аналитической однородности области Зигеля 3-го рода {\displaystyle D(V,\,{\text{𝒟}})}.
Пусть {\displaystyle \Omega } — множество всех линейных преобразований {\displaystyle y\to Ay} конуса {\displaystyle V} на себя, таких, что каждое имеет биголоморфную в области {\displaystyle {\text{𝒟}}} матричную функцию {\displaystyle B(t)}, что
{\displaystyle L_{t}(B(t)u,\,B(t)v)=AL_{t}(u,\,v)}
для произвольных {\displaystyle u,\,v\in \mathbb {C} ^{m}}, {\displaystyle t\in {\text{𝒟}}}.
И пусть {\displaystyle G} — множество всех 
голоморфных автоморфизмов {\displaystyle g(t)} области {\displaystyle {\text{𝒟}}}, таких, что каждое имеет:
- биголоморфную в {\displaystyle {\text{𝒟}}} матричную функцию {\displaystyle B(t)};
- симметричную билинейную векторную форму {\displaystyle K_{t}(u,\,v)} от пары векторов {\displaystyle u,\,v\in \mathbb {C} ^{m}} со значениями в {\displaystyle \mathbb {C} ^{n}}, аналитически зависящую от {\displaystyle t\in {\text{𝒟}}}, причём выражение

{\displaystyle K_{t}(u,\,u)+L_{g(t)}(B(t)u,\,B(t)u)-L_{t}(u,\,u)}
чисто мнимое для произвольных {\displaystyle u\in \mathbb {C} ^{m}}, {\displaystyle t\in {\text{𝒟}}}.
Теорема 1. Область Зигеля 3-го рода {\displaystyle D(V,\,{\text{𝒟}})} аналитически однородна при двух условиях:
- группа {\displaystyle \Omega } транзитивна в конусе {\displaystyle V};
- группа {\displaystyle G} транзитивна в области {\displaystyle {\text{𝒟}}}.

Непосредственно устанавливается, что следующие два преобразования суть голоморфные автоморфизмы область Зигеля 3-го рода {\displaystyle D(V,\,{\text{𝒟}})}:
{\displaystyle {\begin{cases}z\to Az,\\u\to B(t)u,\\t\to t,\\\end{cases}}}
{\displaystyle {\begin{cases}z\to z-iK_{t}(u,\,u),\\u\to B(t)u,\\t\to g(t).\\\end{cases}}}

### Комментарии
1. 1 2 3 4 5 6 7 8 9 10  Имеется перевод на английский язык.
2. 1 2 3 4 5 6 7 8 9 10  Исправленное выражение из источника.